# 廖了了
廖了了（1909年12月4日—1969年10月12日），又名廖兴利，字名坚，組籍廣東省新會縣。粵劇編撰家，鄧碧雲的師傅。

## 簡歷
生於美國科羅拉多州科羅拉多卡市，1911年2月9日与父母、长兄廖焯堃、三弟廖来利乘日本春洋丸到香港，隨即搭船到省城河南洪德5巷居住。1926年3月9日與生於1909年6月8日的黄碧霞結婚，兩人共育有4男1女。
廖了了于17岁辍学，于1926年在广州长堤之大新公司天台粤剧部工作，1938年广州沦陷，大新公司被焚後，在广州河南家中闲居。广州光复后，则在各剧团工作。后在前锋剧团工作。
廖了了在1969年7月搬進九龍油麻地彌敦道345號「和平旅店」207號房，1969年10月12日晚上10時30分逝世於伊利沙伯醫院；由於廖了了的妻子及兒子在中國大陸，因此香港親友為其料理後事，1969年10月17日出殯。

## 参与作品

### 主唱
- 《横刀记》：廖了了，主唱
- 《虞姬求剑》：廖了了、钱大叔、倩影侬，主唱
- 《古井貂蝉》：廖了了、靓雪秋，主唱
- 《牡丹亭惊梦》：廖了了、倩影侬，主唱
- 《周瑜归天》：陈笑笑、廖了了
- 《呷醋第一人》：关影怜、廖了了
- 《四大寇》：新月1938；何大儍、廖了了，主唱
- 《七姐嫁八仙》：廖了了、钱大叔、大傻、新白驹荣、罗舜卿，主唱
- 《渡鹊桥》：廖了了，主唱
- 《文明菩萨》：廖了了，黄碧霞
- 《妻良夜》：廖了了，罗慕兰
- 《情僧偷到潇湘馆》：廖了了

### 音乐领导、监制與顧問
- 《孝子扮新娘》：廖了了，顾问
- 《重渡玉门关》：廖了了，音乐领导
- 《一枕香销》：廖了了，音乐监制
- 《月下红娘》：廖了了，音乐监制
- 《莫问奴归处》：廖了了，音乐领导
- 《拷打红娘》：廖了了，音乐监制
- 《风流何价》：廖了了，音乐监制
- 《雪姑皇子》：廖了了，音乐领导
- 《采石矶前鹣鲽泪》：廖了了，音乐监制
- 《刁蛮公主戆驸马》：廖了了，音乐监制
- 《艶曲凡心》：廖了了，音乐监制
- 《海角红楼之雷雨出奔》：廖了了，音乐领导
- 《急煞卖歌人》、《何日君再来》：廖了了，音乐领导
- 《火网梵宫十四年》：廖了了，唱片监制
- 《汉月蛮花》：音乐监制
- 《孝子扮新娘》：廖了了，顾问
- 《娱乐升平》（This merry life）：廖了了，顾问
- 《汉武帝梦会卫夫人》：廖了了，唱片监制
- 《蓝袍惹桂香》：廖了了，音乐监制

## 外部連結
- 香港電影資料館：廖了了演予電影的記錄[永久]